# Le Pays secret
Pour plus de détails, voir Fiche technique et Distribution.
Le Pays secret (The Secret Land) est un film documentaire américain réalisé par Orville O. Dull, sorti en 1948. Le film obtient l'Oscar du meilleur film documentaire lors de la 21e cérémonie des Oscars, en 1949. 

## Synopsis
Ce documentaire relate l'une des plus importantes expéditions d'exploration de l'Antarctique, du nom de code Operation High Jump, réalisée par l'armée américaine, et qui a mobilisé 12 navires, 1 sous-marin, 23 avions et environ 4 700 hommes.

## Fiche technique
- Titre : Le Pays secret
- Titre original : The Secret Land
- Réalisation : Orville O. Dull
- Montage : Fredrick Y. Smith
- Musique : Bronislau Kaper
- Commentaires : Harvey S. Haislip et William C. Park
- Format : Couleurs (Technicolor) — 35 mm — 1,37:1 — Son : Mono (Western Electric Sound System)
- Durée : 72 minutes

## Distribution
- Robert Montgomery - Narrateur
- Robert Taylor - Narrateur
- Van Heflin - Narrateur
- James Forrestal
- Chester W. Nimitz
- Rear Admiral Richard E. Byrd
- Richard Cruzen
- Robert S. Quackenbush
- George J. Dufek
- Paul A. Siple
- Charles W. Thomas
- Richard E. Byrd Jr.
- Vernon D. Boyd
- Charles A. Bond
- David E. Bunger
- John E. Clark
- John D. Howell
- William Kearns
- Ralph LeBlanc
- Henry H. Caldwell
- Owen McCarty
- William Warr
- James H. Robbins